# Stegobolus reconditus
Stegobolus reconditus är en lavart som först beskrevs av Stirt., och fick sitt nu gällande namn av Frisch 2006. Stegobolus reconditus ingår i släktet Stegobolus och familjen Thelotremataceae.   Inga underarter finns listade i Catalogue of Life.